# Teta Diana

## Biographie

### Enfance et débuts
Teta Diana  naît le 5 mai 1992 au Kenya, dans une famille de deux enfants. Elle perd sa mère dès son jeune âge. Son père, Frazier Birangwa, meurt en 2006.
Elle s'exprime en kinyarwanda, swahili et anglais. À onze ans, elle fait ses débuts dans la musique. Elle lance sa carrière musicale en 2009 avec une performance lors d'un concours de danse organisé par un groupe allemand où elle se classe parmi les trois premières.

### Carrière
En 2011, Teta Diana interprète une chanson avec l'oncle Austin Ndagukunda Nzapfa Ejo, puis en 2012, elle participe à une compétition du projet Tusker, au Kenya. Elle organise plusieurs concerts et acquiert progressivement une notoriété dans différents pays. Teta Diana fait notamment un concert dans la ville de Limham avec Gabriel Hermansson. Elle se produit au FESPAM 2013. En 2015, elle participe à une conférence de la jeunesse tenue aux États-Unis d'Amérique. Cet évènement est organisé par l'ambassade du Rwanda aux États-Unis d'Amérique à Dallas, au Texas. Il vise à mettre en relation les jeunes rwandais qui vivent dans différentes régions des États-Unis. Ils peuvent ainsi discuter d'actions communes et réfléchir au développement de leur pays, le Rwanda. En 2015, elle participe à deux festivals : Next Einstein Forum 2015  et Kigali up music festival 2015.
Du 19 septembre au 14 octobre 2016, Teta Diana fait partie des 10 artistes sélectionnées pour participer au programme de Music Action Lab. Teta Diana passe les trois premières semaines avec d'autres artistes à San Francisco et la dernière semaine au Mexique.
En 2020, Teta Diana se produit au Concertgebouw Brugge, en compagnie de Dalilla Hermans, afin d'y présenter son album Iwanyu. Elle déclare que « le but principal de ce spectacle était de diffuser la langue et la culture rwandaise ». Elle devient la première artiste d'origine africaine à chanter dans cette salle, plus connue pour des concerts de musique classique. Du 6 au 20 septembre 2020, lors de la présentation de l'album Iwanyu, elle organise un concert en présence de Roméo Dallaire, Malaika Uwamahoro, Linda Melvern, Freddy Mutanguha, Sandra Shenge et Mark Gwamaka. La même année, elle participe au Têtes à têtes music festival 2020. Pour la journée internationale du droit des femmes, le 8 mars 2022, Teta Diana organise un concert de danse au Centre culturel franco-rwandais. En 2024, elle est invitée au théâtre de Chaillot à Paris, dans le cadre d'un festival consacré au Rwanda, avec l'artiste Dorothée Munuyaneza.

## Discographie
| Titre         | Année de publication |
| ------------- | -------------------- |
| Umugwegwe     | 2021                 |
| Undi munsi    | 2021                 |
| Uzaze         | 2021                 |
| Agashinge     | 2020                 |
| None n'ejo    | 2018                 |
| Umpe akanya   | 2018                 |
| Birangwa      | 2017                 |
| Ndaje         | 2016                 |
| Velo          | 2016                 |
| Tanga agatego | 2015                 |
| Canga ikarita | 2014                 |

Teta Diana sort un EP qui comprend quatre morceaux :
1. Undi munsi
2. Uzaze
3. Agashinge
4. Umugwegwe

L'album regroupe des chansons composées et enregistrées dans un style qui mêle musique traditionnelle et musique africaine contemporaine.

## Récompenses
Teta Diana est récompensée avec 6 autres personnes par Jeannette Kagame, la première dame du Kenya, lors d'une cérémonie où 7 jeunes sont récompensés pour leurs réalisations. Cet événement est organisé par Imbuto Fondation, en collaboration avec le Ministère de la Jeunesse et de la Technologie (MYICT), et des entreprises et organisations comme Youthconnect Champions ou Celebrating Youth Rwandan Achievers (CYRWA) y participent.